# Clara Carl
Clara Vilhelmine Carl (født 10. december 1859 i København, død 18. september 1939 sammesteds) var en dansk maler, datter af reder, senere etatsråd Hano Carl Lindhard (Linehard) Hansen Carl og Martha Marie Olsen. Hun var ugift.
Clara Carl debuterede 30 år gammel på Charlottenborg Forårsudstilling, 1889, med Vejen til Apperup i solskin, inden hun fik adgang til Kunstakademiet. Hun udstillede i alt 15 gange og deltog i Kvindernes Udstilling 1895. Hun malede landskaber og interiører, hvis realisme sikkert skyldtes læretiden hos Bertha Wegmann og Viggo Johansen. Hun udtalte, at hendes sparsomme produktion skyldtes mange forpligtelser i hjemmet, som enlige kvinde.
Clara Carl var elev af Vilhelm Kyhn, Bertha Wegmann, Julius Paulsen, Charlotte Sode og desuden elev på Julie Meldahls Tegneskole, Kunstakademiet og på Kunstskolen for Kvinder hos Viggo Johansen fra september 1892 til maj 1894 (de sidste måneder kun på aftenskole).
| - Værker af Clara Carl - Blomstrende æblegrene, 1899 - Hvide roser på stilk, ukendt dato |